# Can Llagosta
Can Llagosta fou una masia de Badalona situada a la carretera Reial, actualment carrer de Francesc Layret, construïda el segle xvi i enderrocada als anys 30 del segle xx, per construir-hi un cinema. Actualment al seu lloc s'hi alça el Teatre Principal.
Construïda el segle xvi, a l'edat moderna era un dels pocs edificis situada al peu del camí o carretera Reial, com ho era també Can Vehils. Disposava d'una petita torre de defensa, situada al darrere de l'edifici i coneguda com a torre de les Ànimes, i de matacans per defensar-se dels atacs de la pirateria que hi va haver al segle xvi i XVII.
La casa va ser comprada el 10 de maig de 1748 pel corder badaloní Andreu Sayol a Carles Mas, llogater de mules de Saragossa. Durant la Guerra del Francès, les fragates angleses que circulaven per la costa van bombardejar la zona de Badalona, i un dels projectils van quedar encastat en una finestra de la masia. A principis de segle XX encara existia, tanmateix, la masia va ser enderrocada als anys trenta, per construir-hi un cinema que s'havia d'anomenar Monumental, però probablement les obres es van retardar a causa de la guerra civil i el local no va obrir fins a 1942, amb el nom de Principal, que va funcionar fins a 1980. Actualment, l'edifici de l'antic Cinema Principal, on s'ubicava Can Llagosta, és l'actual Teatre Margarida Xirgu.